# 猿喜果
猿喜果（学名：Mimusops kauki）为山榄科牛油果属下的一个种。